# Карбонат европия(III)
Карбонат европия(III) — неорганическое соединение, 
соль европия и угольной кислоты с формулой Eu2(CO3)3,
желтоватые кристаллы,
не растворяется в воде,
образует кристаллогидрат.

## Получение
- Действие карбоната щелочного металла на растворимую соль европия:

{\displaystyle {\mathsf {Eu_{2}(SO_{4})_{3}+3Na_{2}CO_{3}+3H_{2}O\ {\xrightarrow {}}\ Eu_{2}(CO_{3})_{3}\cdot 3H_{2}O\downarrow +3Na_{2}SO_{4}}}}
- Безводную соль получают пропусканием углекислого газа под давлением (15-20 атм) через раствор хлорида европия(III) с добавлением анилина в качестве буфера:

{\displaystyle {\mathsf {2EuCl_{3}+3CO_{2}+6C_{6}H_{5}NH_{2}+3H_{2}O\ {\xrightarrow {90^{o}C}}\ Eu_{2}(CO_{3})_{3}+6[C_{6}H_{5}NH_{2}\cdot HCl]}}}

## Физические свойства
Карбонат европия(III) образует желтоватые кристаллы,
не растворяется в воде.
Образует кристаллогидрат состава Eu2(CO3)3•3H2O.

## Химические свойства
- Разлагается при сильном нагревании:

{\displaystyle {\mathsf {Eu_{2}(CO_{3})_{3}\ {\xrightarrow {800-1000^{o}C}}\ Eu_{2}O_{3}+3CO_{2}}}}